# Adrasto (hijo de Gordias)

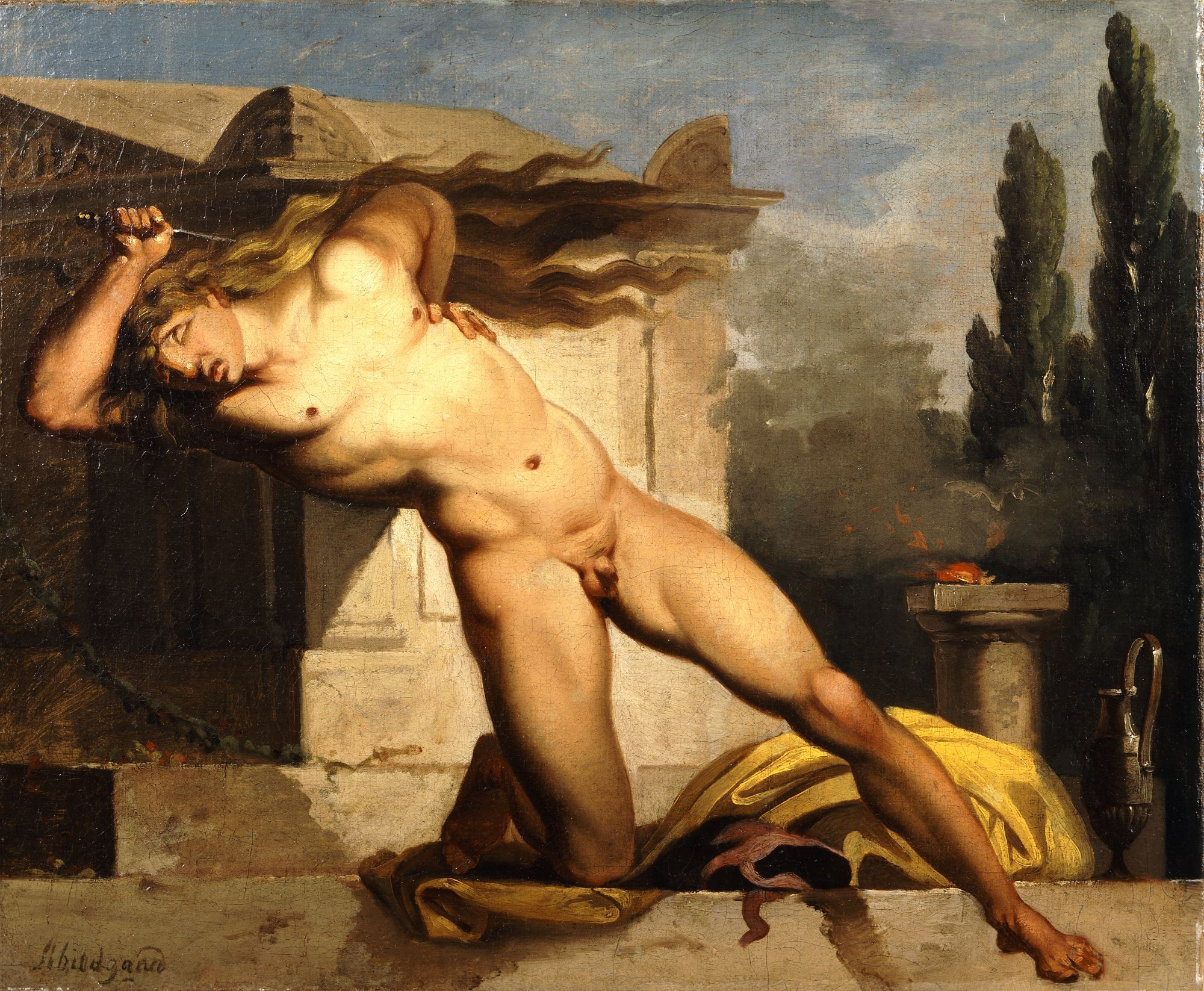
Óleo en lienzo de 1776, obra de Nikolai Abraham Abildgaard: Adrasto se quita la vida junto a la tumba de Atis. Museo de Arte ARoS, de Aarhus (ARoS Aarhus Kunstmuseum).^{}

Adrasto era hijo de un rey de Frigia llamado Gordias y de Polinice, que de forma inintencionada mató a su hermano y fue expulsado por su padre. Se refugió en la corte del rey  Creso, que lo purificó y recibió generosamente.
Después de algún tiempo fue enviado como guardián de Atis, hijo de Creso que iba a cazar un jabalí que causaba grandes estragos en la región. Adrasto tuvo la mala fortuna de matar a Atis cuando apuntaba al animal salvaje. Creso lo perdonó, le dijo que había sido un accidente y la voluntad de los dioses, en cumplimiento de una profecía. Pero Adrasto no conseguía vivir con la culpa y se suicidó en el túmulo de Atis.